# 대한민국 민법 제701조
대한민국 민법 제701조는 임치의 준용규정에 대한 민법 채권법 각칙 조문이다.

## 조문
제701조(준용규정) 제682조, 제684조 내지 제687조 및 제688조제1항, 제2항의 규정은 임치에 준용한다.

## 같이 보기
- 임치